# Mariage -tribute to Fate-
『Mariage -tribute to Fate-』（マリアージュトリビュートトゥフェイト）は、タイナカサチのカバーアルバム。2009年12月23日に ジェネオン・ユニバーサルから発売された。
タイナカサチ初のカバーアルバム。同時リリースされた「Fate/Recapture -original songs collection-」に収録の楽曲もカバーして収めている。  ジャケットにはタイナカサチのイラストが描かれている。

## 収録曲
（全作詞：芳賀敬太）
1. disillusion [4:06]
作曲：NUMBER201、編曲：川井憲次
  - UHFアニメ『Fate/stay night』前期オープニングテーマ
2. days [4:28]
作曲：NUMBER201、編曲：渡辺善太郎
3. memory [5:05]
作曲：KATE、編曲：渡辺善太郎
4. Over The Mountain [4:22]
作曲：KATE、編曲：村カワ基成
5. 桜咲いて [4:13]
作曲：KATE、編曲：YASUTO
6. hollow [4:41]
作曲：KATE、編曲：山本哲也
7. 僕たちの未来 [4:40]
作曲：KATE、編曲：小山晃平
8. 黄金の輝き [4:55]
作曲：KATE、編曲：小山晃平
9. Link [4:09]
作曲：KATE、編曲：村カワ基成
10. Alive [5:05]
作曲：KATE、編曲：ジェームズ・ハリス